# Combustion du carbone (réaction chimique)
Pour les articles homonymes, voir Combustion du carbone.
La combustion du carbone est l'oxydation du carbone C par le dioxygène O2. Deux réactions sont possibles, selon la disponibilité du dioxygène :
C + 1/2 O2 → CO (combustion incomplète) ;
C + O2 → CO2 (combustion complète).
La première réaction se produit quand la quantité de dioxygène disponible (ou le flux entrant) est faible, la seconde quand elle est élevée. Dans des situations intermédiaires les deux réactions peuvent se produire concurremment.
Les deux gaz produits sont inodores. Le dioxyde de carbone CO2 n'est pas toxique, mais des risques d'asphyxie existent si le dioxygène se raréfie trop du fait de la combustion. Le monoxyde de carbone est en revanche très toxique et conduit à des accidents graves, voire mortels, quand la combustion se produit dans des locaux insuffisamment aérés.
Comme pour presque tous les types de combustion, celle du carbone requiert, en plus de la mise en présence d'un combustible et d'un comburant (ici, le carbone et le dioxygène), une énergie d'activation, ces trois ingrédients constituant ce qu'on appelle le triangle du feu. L'énergie d'activation nécessaire dépend de l'état de division du carbone : une étincelle suffit à déclencher un coup de poussière, une explosion souvent meurtrière, quand de la poussière de charbon est dispersée dans l'air ; un échauffement local est nécessaire à l'embrasement de carbone moins divisé mais pas trop compact, comme le petit bois ou un tissu ; une flamme préexistante est nécessaire pour enflammer un bloc de carbone ou un bloc de bois.

## Combustion des suies émises par un moteur Diesel
Un moteur Diesel émet des suies (particules riches en carbone). La régénération d'un filtre à particules est réalisée en oxydant les suies retenues. Cependant, l'oxydation des suies par le dioxygène nécessite des températures élevées (supérieures à 600 °C). Une méthode de régénération consiste à élever la température des gaz d'échappement ; la régénération du FAP dure une dizaine de minutes.